# Бобрышев, Владимир Николаевич
Владимир Николаевич Бобрышев (21.12.1928 — 20.09.2006)- бригадир тракторной бригады колхоза «Искра» Весёловского района Запорожской области Украинской ССР, Герой Социалистического Труда (1973).

## Биография
Родился в селе Матвеевка Весёловского района Мелитопольского округа Украинской ССР (ныне Запорожская область).
С 1944 года работал в колхозе «Искра» Весёловского района Запорожской области разнорабочим, помощником бригадира, механиком.
С 1958 по 1989 год бригадир тракторной бригады колхоза «Искра».
Указом Президиума Верховного Совета СССР от 8 декабря 1973 года за большие успехи, достигнутые во Всесоюзном социалистическом соревновании, и проявленную трудовую доблесть в выполнении принятых обязательств по увеличению производства и продажи государству зерна, сахарной свёклы, маслинных культур и других продуктов земледелия в 1973 году, присвоено звание Героя Социалистического Труда.
Делегат XXV съезда Компартии Украины. Лауреат Всесоюзной премии им. М. И. Ульяновой как селькор районной и областной газеты.
Жил в селе Матвеевка Весёловского района Запорожской области (Украина). Умер 20 сентября 2006 года.
С 1976 года в Весёловском районе проходит Всеукраинский турнир по вольной борьбе на приз Героя Социалистического Труда В. Н. Бобрышева.

## Звания и награды
Награждён орденом Октябрьской Революции (08.04.1971).